# Kabambare
Kabambare ist eine Kleinstadt und Hauptort des gleichnamigen Territoriums der Provinz Maniema in der Demokratischen Republik Kongo.

## Geographie
Sie befindet sich auf der Route RP1120, 455 km südlich der Provinzhauptstadt Kindu.

## Geschichte
Der Ort war Ende des 19. Jahrhunderts ein wichtiger Handelsstandort. Er war auch ein Schauplatz von Kämpfen im Krieg des Kongo-Freistaats gegen arabische und Swahili-Kriegsherren zwischen 1892 und 1894 und während des Batela-Aufstands 1898.

## Verwaltung
Für die Wahlen im Jahr 2018 ist er Gebietschef von 7.134 Wählern, er hat die Satzung einer ländlichen Gemeinde mit weniger als 80.000 Wählern inne und hat im Jahr 2019 7 Kommunalräte gewählt.

## Bevölkerungsentwicklung
Die Bevölkerungsanzahl betrug 2004 8.782 Menschen und 2012 10.883 Menschen. Die letzte Zählung ergab 17.860 Menschen in 2016.